# بخش میشکینسکی، استان کورگان
بخش میشکینسکی (به لاتین: Mishkinsky District) یک منطقهٔ مسکونی در روسیه است که در استان کورگان واقع شده‌است.